# Adam Mazurkiewicz (filolog)
Adam Radosław Mazurkiewicz (ur. w 1973 w Łowiczu) – polski polonista, literaturoznawca, doktor habilitowany nauk humanistycznych, profesor Uniwersytetu Łódzkiego. Badacz popkultury, zwłaszcza polskiej fantastyki i literatury kryminalnej.

## Życiorys
W 1999 ukończył studia polonistyczne na Uniwersytecie Łódzkim. W 2002 obronił pracę doktorską Między Młodą Polską a postmodernizmem. Zagadnienia polskiej literatury fantastycznonaukowej napisaną pod kierunkiem Barbary Wolskiej i w 2003 został adiunktem. W 2016 habilitował się na podstawie pracy Z problematyki cyberpunku. Literatura – kultura – sztuka. Zajmuje stanowisko profesora w Zakładzie Literatury Pozytywizmu i Młodej Polski Wydziału Filologicznego UŁ.
Juror Nagrody Literackiej im. Jerzego Żuławskiego.
Wieloletni uczestnik Sympozjów Komiksologicznych, organizowanych w ramach Łódzkiego Międzynarodowego Festiwalu Komiksu i Gier oraz sesji naukowych w ramach wrocławskiego Międzynarodowego Festiwalu Kryminalnego.

## Publikacje książkowe
- O polskiej literaturze fantastycznonaukowej lat 1990-2004 (2007)
- Z problematyki cyberpunku. Literatura – sztuka – kultura (2014)
- Polska literatura socrealistyczna (2020)
- O twórczości Andrzeja Zimniaka (2022)